# غونتر بيكلي
غونتر باكلي (بالألمانية: Günter Bechly)‏ (16 أكتوبر 1963 في زيندلفينغن) عالم ألماني متخصص في الحفريات والحشرات. أجرى عدة أبحاث علمية عن الحشرات خاصة اليعسوب منذ عام 1999 إلى عام 2016.

## سيرته
ولد في عام 1963 في زيندلفينغن. تزوج في 2005  من ماريا لويز، وله ولدان (لوقا هندريك في عام 2013 ، ونيكلاس إريك في 2015).
درس علم الأحياء في جامعة هوهنهايم من سنة 1987 إلى سنة 1991، كما درس علم الحيوان، وعلم الطفيليات وعلم المتحجرات في جامعة توبنغن من عام سنة 1991 إلى سنة 1994. وتخرج في عام 1994، ثم حصل على الدكتوراه. تولى في عام 1999 نشاطه كأمين متحف التاريخ الطبيعي في شتوتغارت، كما تولى أمانة عدة متاحف أخرى مثل: متحف الحيوان المقارن، والعديد من متاحف التاريخ الطبيعي في أنحاء العالم.

## دراساته
عمل على دراسة حفريات اليعسوب من جميع العصور الجيولوجية، لدراسة تطور سلالة اليعسوب وغيرها حيث أنه من أوائل الحشرات الطائرة، حيث قدم ملاحظات جديدة على تطور أجنحة الحشرات.
أجرى عدة مقابلات متلفزة مع استديو كوكب المعرفة والسماء، ومجلة الغداء (Mittagsmagazin)، وغيرها.

## دعم نظرية التصميم الذكي

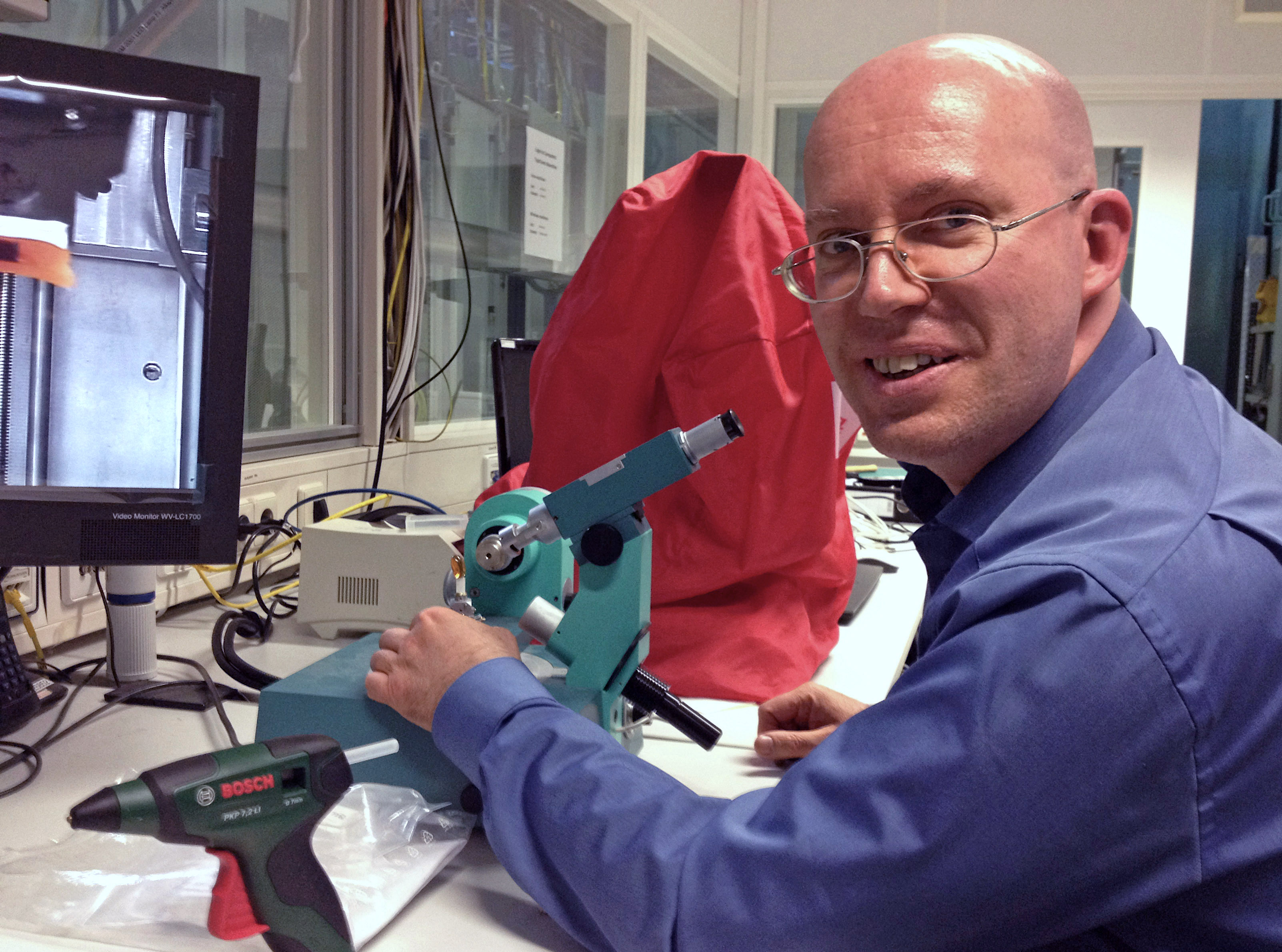
صورة لباكلي في معمله.

كان  باكلي ملحدًا ومؤيدًا قويًا لنظريات ريتشارد دوكينز. ولكن اليوم أصبح يعتنق المسيحية الكاثوليكية، ومؤيدًا قويًا لنظرية التصميم الذكي. وقد أشار صراحةً إلى هذه المواقف عدة مرات.
وأصبح في عام 2016 زميلًا بارزًا في مركز العلوم والثقافة في معهد دسفكري في سياتل، ومنذ عام 2017 أصبح أحد كبار علماء الأحياء في معهد ريدموند الذي يدعم نظرية التصميم الذكي. كما شارك في فيلم عن التصميم الذكي بعنوان «الثورية» (2016).

## وصلات خارجية
- موقع SMNS
- موقع شخصي
- تقرير عن الدكتور باكلي